# Dremel

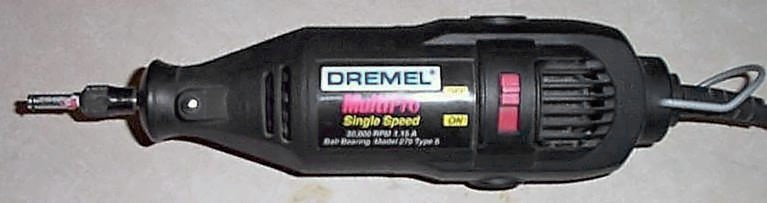
Односкоростная модель «MultiPro»

Дре́мел (англ. Dremel) (Дремель, Дримель) — торговая марка ручного электро- и пневмо-инструмента и принадлежностей к ним. Происходит от фамилии американского изобретателя и промышленника Альберта Дж. Дрэмела, разработавшего первые модели высокоскоростного роторного ручного инструмента и основавшего в 1932 году «Дремел компани» (англ. Dremel Company) для производства такого инструмента. В 1993 торговая марка была приобретена фирмой «Bosch», производство по состоянию на 2008 год осуществляется инструментальным подразделением этой фирмы Robert Bosch Tool Corporation. Главный офис компании по производству инструмента под маркой «Дремел» располагается в Маунт-Проспект, штат Иллинойс, США. Европейское подразделение находится в городе Бреда в Нидерландах.

## Сфера применения
Инструмент часто используется в моделизме из-за удобства и лёгкости в работе.
Популярность этого инструмента привела к тому, что название данного устройства стало нарицательным.